# Virgil Max Exner

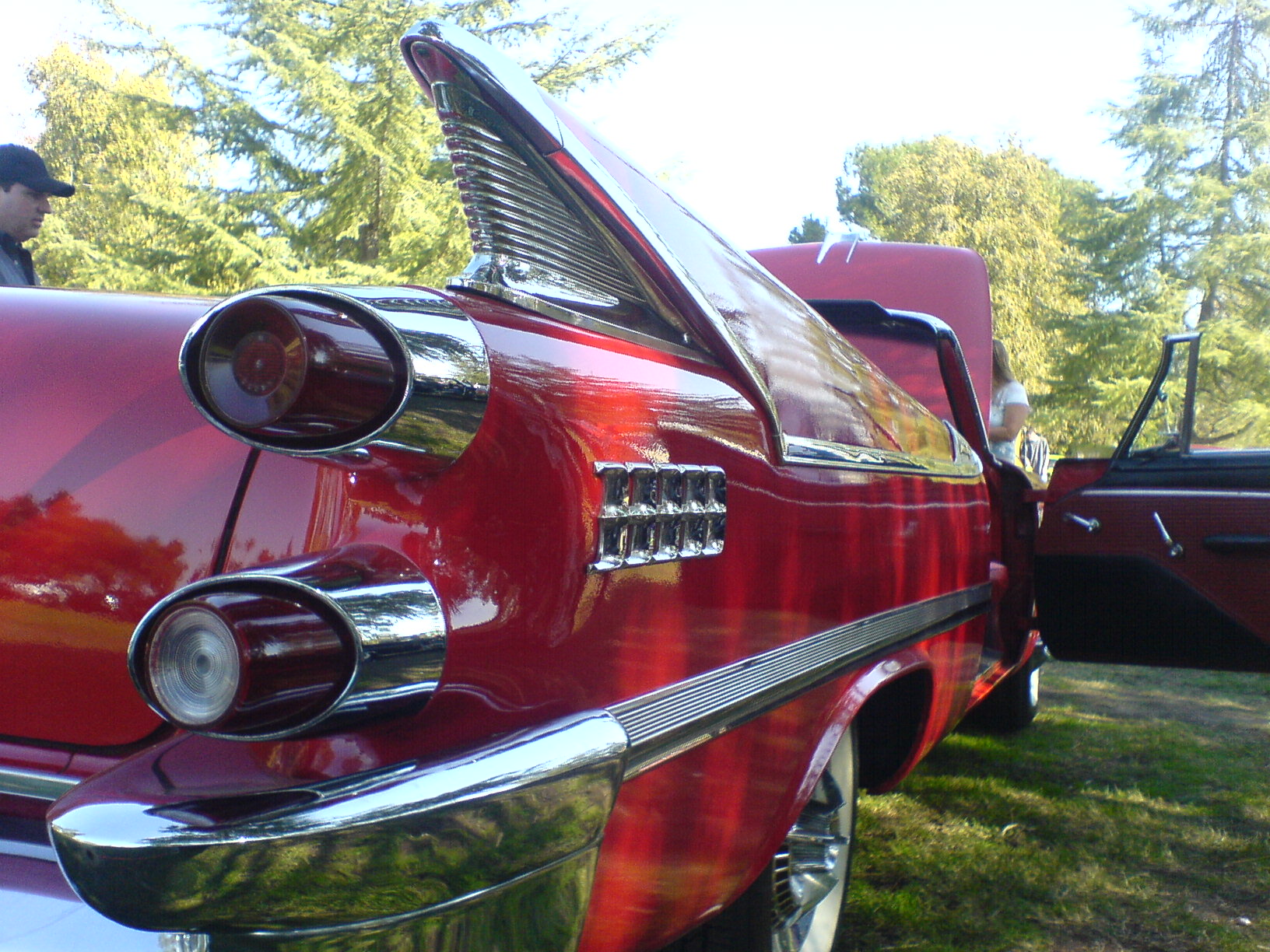
Ein Dodge Custom Royal (1959)

Virgil Max „Ex“ Exner sen. (* 24. September 1909 in Ann Arbor (Michigan); † 22. Dezember 1973 in Royal Oak (Michigan)) war ein US-amerikanischer Automobildesigner, der bei verschiedenen Automobilherstellern in den USA tätig war, namentlich Studebaker und Chrysler. Er wurde bekannt für seinen "Hundred Million Dollar Look" (1955–1956) und vor allem den Forward Look, der bei verschiedenen Chrysler-Produkten in den Modelljahren 1957 bis 1961 zur Anwendung kam, und für seine Vorliebe für Heckflossen aus ästhetischen und aerodynamischen Gründen.

## Privatleben
Virgil Exner wurde in Ann Arbor (Michigan) geboren und als Baby von George W. und Iva Exner adoptiert. Virgil zeigte starkes Interesse an Kunst und Automobilen. Er studierte Kunst an der University of Notre Dame in Indiana, musste seine Studien jedoch 1928 wegen Geldmangels aufgeben. Er nahm dann eine Stelle als Hilfskraft in einem Studio für Werbegrafik an. 1931 heiratete er Mildred Marie Eshleman, die ebenfalls in diesem Studio arbeitete, und am 17. April 1933 wurde ihr erstes Kind, Virgil Exner jun., geboren. In dieser Zeit wurde Virgil Exner sen. engagiert, um Werbung für Studebaker-LKWs zu zeichnen. Das Paar hatte 1940 einen zweiten Sohn, Brian, der aber unglücklich aus einem Fenster fiel und später an seinen Verletzungen starb.

## Arbeit als Designer
Seine erste Designarbeit führte er für General Motors aus, wohin er vom GM-Stylingzar Harley Earl geholt worden war. 1938 verließ er die Firma und arbeitete im Designstudio von Raymond Loewy, wo man vor und während des Zweiten Weltkrieges Entwürfe für Autos und Militärfahrzeuge fertigte. Er fertigte nebenbei die Entwürfe für die Studebaker-Modelle von 1947 an. Als Loewy 1944 von dieser nicht genehmigten Nebentätigkeit erfuhr, kam es zur Entlassung. Als Inhaber des Designbüros nahm Loewy zudem die offizielle Urheberschaft dieser Fahrzeuge in Anspruch, insbesondere auch für das ebenfalls 1947 angekündigte Starlight Coupé. Loewy ist auf dem Designpatent als alleiniger Erfinder angegeben. Exner erhielt bereits am folgenden Tag eine Anstellung bei Studebaker in South Bend (Indiana), wo er unter dem Vizepräsidenten für Engineering, Ray Cole, arbeitete. Weiterhin war er am Entwurf einiger der ersten Autos beteiligt, die Studebaker nach dem Krieg herausbrachte (Damals war Studebakers Slogan: „First by far with a Post War Car“).
1949 fing Exner in Chryslers Advanced Styling Group an, wo er mit Cliff Voss und Maury Baldwin zusammenarbeitete. Ebenfalls kooperierte er mit den Besitzern der Carrozzeria Ghia in Turin, Felice Mario Boano und Luigi Segre. Zu letzterem verband ihn eine enge Freundschaft, die auch die beiden Firmen während der gesamten 1950er-Jahre zusammenarbeiten ließ. Dieser Kooperation entsprangen die Chrysler-Ghia-Entwürfe, wie z. B. der Chrysler K-310 von 1952, der Chrysler d’Élegance und der DeSoto Adventurer; der Chrysler K-200 wurde hingegen von Boano umgesetzt.

## Einfluss auf das Automobildesign

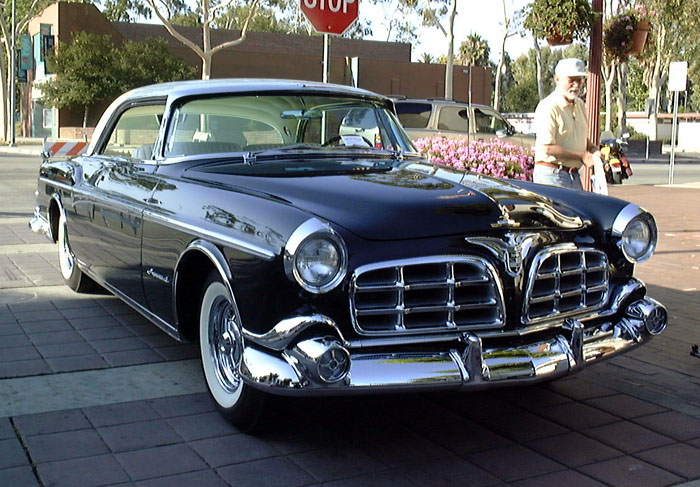
Der Imperial (1955), eines der ersten von Virgil Exner entworfenen Chrysler-Fahrzeuge

Als Exner bei Chrysler anfing, wurden Automobilkarosserien immer noch von Ingenieuren und nicht von Designern entworfen, was zum vielfach als altmodisch und hochbordig angesehenen Aussehen der Chrysler-Fahrzeuge der 1940er- und frühen 1950er-Jahre führte. Wie sein Vorgänger, Raymond Dietrich, bekämpfte auch Exner diese Vorgehensweise. Es gelang ihm, den Designprozess unter seine Kontrolle zu bringen, was auch die Tonmodelle und die Modelle für die Planung der Werkzeuge mit einschloss. Hier kreierte er das Dodge-Firearrow-Konzept, das von Ghia verwirklicht wurde.

Harley Earl bei GM wurde von der Lockheed P-38 Lightning inspiriert, die 1948er-Modelle von Cadillac mit kleinen Heckflossen zu versehen. Exner sah dieses Detail, mit dem auch einige italienische Designer experimentierten, und machte es sich zu eigen, indem er sie vergrößerte und ihnen so eine wichtigere Rolle zuwies. Exner glaubte an die aerodynamischen Qualitäten der Flossen und bemühte sogar den Windkanal der University of Michigan, aber ihm gefielen auch die durch sie erreichten visuellen Effekte am Auto. Sie zeigten sich verstärkt an den ersten Autos, deren Entwicklung er steuerte: die Chrysler 300 letter series und die Modelle von Imperial. Der 1957er-Imperial hatte auch gebogenes Verbundglas, das erste im Automobilbau. 

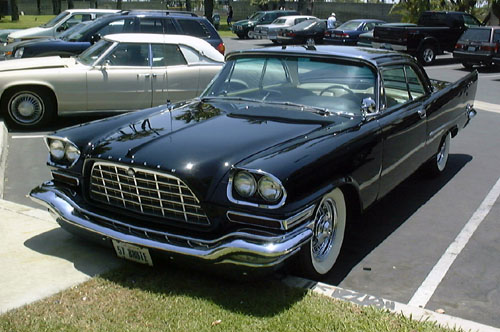
Exners Chrysler 300C hatte einen bleibenden Einfluss auf das Automobildesign in Detroit.

Diese Flossenkonstruktionen zeigten auch zum ersten Mal Exners Forward Look. In den späten 1940er-Jahren hatte Chrysler altmodische Stylingkonzepte und die Autos waren hochbordig. Exner flachte die Dachlinie ab und machte die Autos schlanker, weicher und aggressiver. Mit der 300er-Serie und den 1957 überarbeiteten Modellen mit langer Motorhaube und kurzem Kofferraum war Chrysler auf einmal führend im Styling, und Ford und GM hatten zu tun, um aufzuholen. Werbekampagnen für das 1957er-Modell tönten: „Und plötzlich ist es 1960“. Im Juni dieses Jahres bekamen Exner und sein Team die Goldmedaille des Industrial Designers’ Institute.
1956 erlitt Exner während der Arbeiten für die Modelle von 1961 einen Herzinfarkt. Er beendete seine Arbeit 1957 mit dem Design der 1962er-Modelle. Am 25. Juli 1957 wurde Exner zum ersten Vizepräsidenten für Styling bei Chrysler gewählt. Unglücklicherweise veranlassten Gerüchte, dass GM die Größe seiner Autos verringern wolle, Chryslers Präsidenten, Exner zu beauftragen, dasselbe mit seinen Entwürfen für 1962 zu tun – eine Änderung, mit der Exner gar nicht einverstanden war, weil er dachte, dass dies seine Autos hässlich mache. Diese Veränderung verursachte zusammen mit einigen Qualitätsproblemen einen deutlichen Einbruch bei den Verkaufszahlen. Es stellte sich heraus, dass die Gerüchte falsch waren, und den Kunden gefielen die kleineren Dodge- und Plymouth-Modelle von 1962 nicht, deren Styling im Vergleich zu den gefälligeren Ford- und GM-Produkten bizarr war. Auf der Suche nach einem Sündenbock feuerte Chrysler Exner. Er durfte weiterhin als Berater tätig sein und konnte mit 55 Jahren in Rente gehen. Sein Nachfolger war Elwood Engel, den man von Ford abgeworben hatte. Engel genoss großes Ansehen wegen seines Entwurfes für den klassischen 1961er Lincoln Continental.
Die Heckflossen wurden bald unpopulär. In den späten 1950er-Jahren waren sie bei Cadillac und Chrysler so vergrößert worden, dass sie zunehmend als stilistisch fragwürdig galten, und so wurden sie zum Symbol für die amerikanischen Exzesse der frühen 1960er-Jahre. Die 1961er-Modelle werden als die letzten mit Forward Look angesehen. Exner bezeichnete die flossenlosen 1962er-Modelle von Chrysler und Imperial später als „gerupfte Hühner“.

## Spätere freiberufliche Aktivitäten

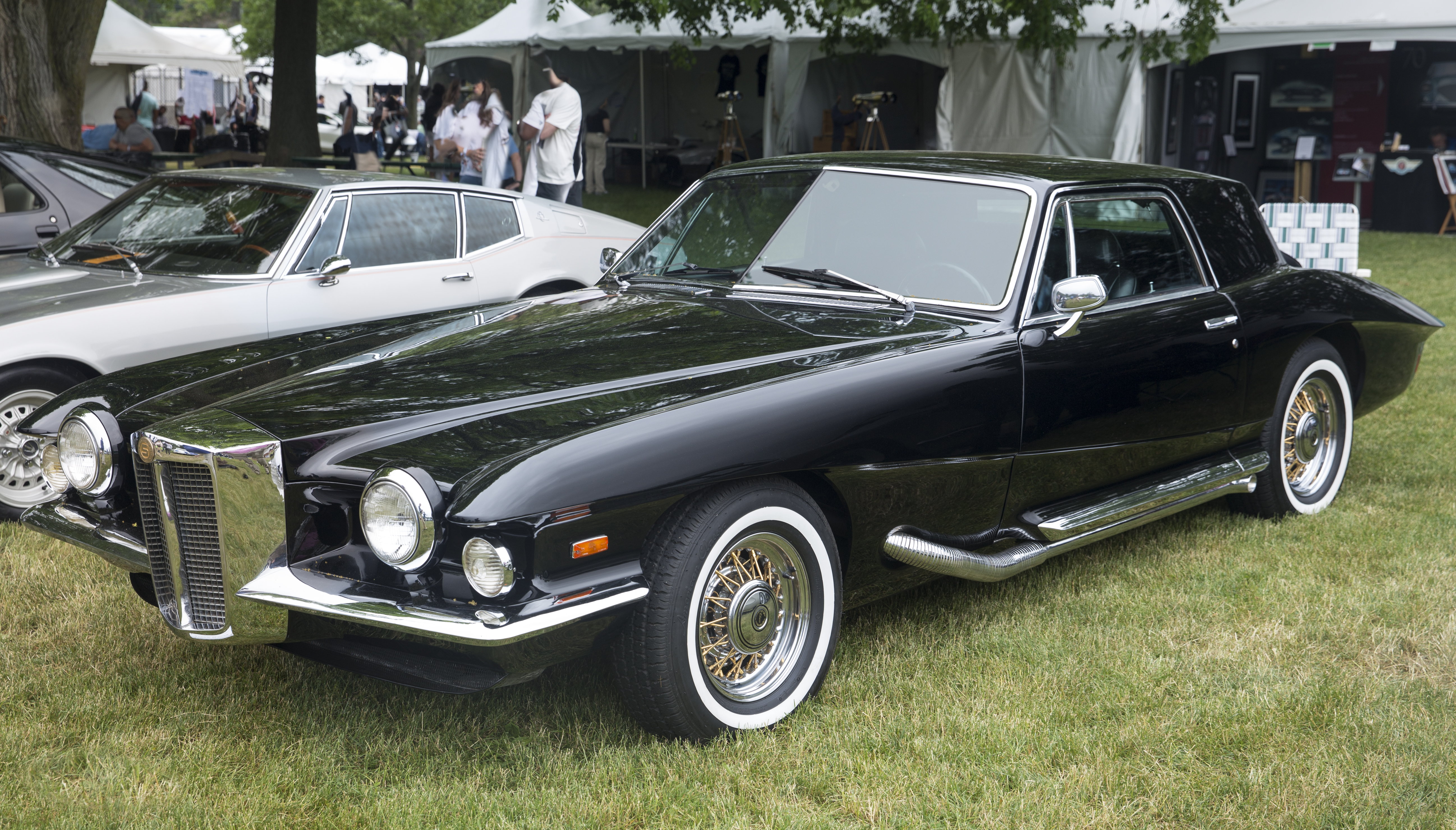
Exners letzter in Serie gefertigter Entwurf: Stutz Blackhawk I

Exner beriet von seinem Büro in Birmingham (Michigan) aus noch viele Automobilhersteller. Er arbeitete auch mit seinem Sohn, Virgil Max Exner jun., zusammen, der Motorboote für Buehler entwarf.
Ab 1963 entwarf er gemeinsam mit seinem Sohn eine Reihe von Revival Cars. Zunächst erschien in der Dezember-Ausgabe des Magazins Esquire 1963 eine Serie von vier Automobilentwürfen, die zeigen sollten, wie die Fahrzeuge von namhaften, untergegangenen Automobilherstellern zu dieser Zeit hätten aussehen können. Gegenstand der ersten Serie waren die Hersteller Duesenberg, Mercer, Packard und Stutz Motor Car of America. In einer zweiten Serie folgten wenig später noch Entwürfe für die Marken Bugatti, Jordan und Pierce Arrow.
Die Entwürfe erregten damals große Aufmerksamkeit und der in den Vereinigten Staaten namhafte Spielwarenhersteller Renwal legte mit Unterstützung von Vater und Sohn Exner eine viel beachtete Modellbauserie aller Fahrzeuge auf. Die positive öffentliche Resonanz veranlasste verschiedene Geldgeber, einzelne Entwürfe gemeinsam mit Vater und Sohn Exner zu verwirklichen. Zunächst wurde die Mercer-Cobra als Einzelstück bei der Carrozzeria Sibona-Basano in Turin realisiert. Das mit zahlreichen Zierelementen aus Kupfer und Messing versehene Fahrzeug wurde von der US-amerikanischen Copper Development Association, Inc. in New York finanziert, hatte seine Premiere auf dem Automobilsalon von Paris im Oktober 1964 und diente der Gesellschaft über etwa zehn Jahre als Showcar, um Alternativen zum Chromzierrat aufzuzeigen. Im Folgejahr unternahm Virgil Exner mit seinem Sohn und weiteren Geldgebern den Versuch, mit dem Duesenberg Model D die Automobilmarke Duesenberg wieder aufleben zu lassen; trotz des Interesses mehrerer Showgrößen scheiterte das Projekt letztlich an einer ungenügenden Finanzierung einer geplanten Kleinserienfertigung. Wenig später war Virgil Exner aber an der Wiederbelebung von Stutz beteiligt, die zur Etablierung der Stutz Motor Car of America führte. Unmittelbar auf Exner gehen die Modelle Stutz Blackhawk I und Stutz Duplex zurück; spätere Stutz-Fahrzeuge wurden von Paolo Martin entworfen, der Exners Vorgaben teilweise frei interpretierte.
Er starb am 22. Dezember 1973 im William Beaumont Hospital in Royal Oak (Michigan).